# Koughin-Peulh
Pour les articles homonymes, voir Koughin.
Ne doit pas être confondu avec Koughin (Koupéla).
Koughin-Peulh est une localité située dans le département de Koupéla de la province du Kouritenga dans la région Centre-Est au Burkina Faso. 